# سیارک ۱۳۰۱۷
سیارک ۱۳۰۱۷ (به انگلیسی: 13017 Owakenoomi، نامگذاری:1988FM) سیزده هزار و هفدهمین سیارک کشف شده‌است که در ۱۸ مارس ۱۹۸۸ کشف شد.